# دکتر جکیل و آقای هاید (فیلم ۱۹۳۱)
دکتر جکیل و آقای هاید (به انگلیسی: Dr. Jekyll and Mr. Hyde) فیلمی ۹۸ دقیقه‌ای به کارگردانی روبن مامولیان با بازی فردریک مارچ محصول کشور ایالات متحده آمریکا است.

## خلاصه داستان
«دکتر جکیل» (مارچ) دارویی را که ساخته روی خودش آزمایش می‌کند. دارو تأثیری شگفت می‌گذارد و او را صاحب شخصیتی خبیث، «آقای هاید»، می‌کند. «دکتر جکیل» گاه به گاه به قالب «آقای هاید» درمی آید و باعث اذیت …

## جوایز
این فیلم کاندیدای ۲ اسکار (کاندیدای اسکار بهترین فیلم-کاندیدای اسکار بهترین فیلمبرداری) در سال ۱۹۳۲ شد.